# 藤原実成
藤原 実成（ふじわら の さねなり）は、平安時代中期の公卿。藤原北家閑院流、太政大臣・藤原公季の長男。官位は正二位・中納言。

## 経歴
一条朝初頭の永延2年（988年）従五位下に叙爵すると、翌永延3年（989年）従五位上・侍従、永祚2年（990年）右兵衛佐に叙任される。しかし、正暦2年（991年）少納言、長徳元年（995年）従四位下・兵部大輔と近衛少将を経ずに官途を進めた。
長徳2年（996年）の長徳の変を通じて権力の座についた左大臣・藤原道長のもとで、長徳3年（997年）父の藤原公季が内大臣に就任すると、実成も長徳4年（998年）に右近衛中将に任ぜられ、長保3年（1001年）従四位上次いで正四位下、長保6年（1004年）蔵人頭（頭中将）と昇進し、寛弘5年（1008年）従三位・参議に叙任されて公卿に列した。
議政官として、中宮・藤原彰子の中宮権亮や左兵衛督（検非違使別当）を務め、この間の長和2年（1013年）正三位に昇叙されている。長和4年（1015年）父・公季の左近衛大将辞任の替わりに権中納言に昇進し、その後後一条朝で寛仁2年（1018年）従二位、治安3年（1023年）中納言に叙任され、万寿元年（1024年）正二位に至る。
長元6年（1033年）大宰権帥を兼任する。しかし、長元9年（1036年）実成の郎等であった源致親が大宰府天満宮を支配していた安楽寺の雑物を盗んだことが原因で、安楽寺から訴えられてしまい、長暦2年（1038年）中納言兼大宰権帥を解任されて、除名された。なお、此の紛争の原因となった源致親は隠岐への流罪に処せられた。長暦4年（1040年）本位の正二位に復している。
後冷泉朝初頭の寛徳元年（1045年）12月22日に出家し薨去。享年71。

## 人物
人相を見るに見識があり、藤原道長三男の顕信が自身の娘との結婚を望んでいることを知ると、顕信に出家の相が出ているとしてこれを断った（娘は顕信の弟能信と結婚）。果たして顕信は後に出家したので、その人を見る目の確かさを『大鏡』の中で賞賛されている。

## 官歴
『公卿補任』による。
- 永延2年（988年） 正月7日：従五位下（冷泉院御給）
- 永延3年（989年） 正月7日：従五位上（一品-子内親王給）。3月4日：侍従
- 永祚2年（990年） 2月：昇殿。7月10日：右兵衛佐
- 正暦2年（991年） 正月20日：少納言、禁色
- 正暦4年（993年） 12月25日：正五位下
- 長徳元年（995年） 正月7日：従四位下。正月13日：兵部大輔
- 長徳4年（998年） 10月23日：右近衛中将[2]
- 長保元年（999年） 正月30日：美作権守
- 長保3年（1001年） 正月24日：従四位上。8月25日：備前権守[3]。10月10日：正四位下（東三条院御賀、院司賞）
- 長保6年（1004年） 正月24日：尾張権守。2月26日：蔵人頭
- 寛弘4年（1007年） 正月28日：中宮権亮（中宮・藤原彰子）
- 寛弘5年（1008年） 正月28日：参議、権亮如元[3]。10月16日：従三位（行幸中宮次、以権亮叙之）。10月27日：侍従
- 寛弘6年（1009年） 正月28日：兼美作権守。3月4日：左兵衛督、侍従如元
- 寛弘7年（1010年） 8月28日：改兼美作守
- 長和2年（1013年） 9月16日：正三位（行幸中宮次賞、左大臣譲）
- 長和3年（1014年） 11月7日：検非違使別当
- 長和4年（1015年） 10月18日：権中納言（父公季辞大将申任）、左兵衛督如元。11月4日：使別当如元
- 長和5年（1016年） 7月17日：辞別当。11月：服解
- 長和6年（1017年） 正月24日：復任。4月3日：兼右衛門督
- 寛仁2年（1018年） 7月11日：従二位（造宮行事賞）
- 治安3年（1023年） 12月15日：中納言、督如元
- 万寿元年（1024年） 12月28日：正二位（中宮権大夫能信卿松尾北野行幸行事賞）
- 長元2年（1029年） 10月17日：服解（父）
- 長元3年（1030年） 正月26日：辞督（以男公成申任左兵衛督）
- 長元6年（1033年） 12月30日：兼大宰権帥
- 長暦2年（1038年） 正月：坐事除名
- 長暦4年（1040年） 日付不詳：復本位（正二位）
- 寛徳元年（1045年） 12月22日：出家、薨去

## 系譜
- 父：藤原公季
- 母：有明親王の女
- 妻：藤原陳政の女
  - 男子：藤原公成（999-1043）
  - 女子：藤原祉子 - 藤原能信室
  - 次女：源顕基室（?-1025）[4]